# San Pedro (Junquera de Espadañedo)
San Pedro es una aldea española situada en la parroquia de Junquera de Espadañedo, del municipio de Junquera de Espadañedo, en la provincia de Orense, Galicia.

## Demografía
| Gráfica de evolución demográfica de San Pedro entre 2000 y 2022 |
|                                                                 |
| Datos según el nomenclátor publicado por el INE.                |